# Индийско-канадские отношения
Индийско-канадские отношения — двусторонние дипломатические отношения между Индией и Канадой. Страны являются членами Большой двадцатки и Организации Объединённых Наций. В 2022 году объём товарооборота между государствами составил сумму около 15,14 млрд канадских долларов.

## История

### XIX век
В 1858 году королева Виктория провозгласила, что на всей территории Британской империи народы Индии будут пользоваться равными правами с белыми людьми без дискриминации по цвету кожи, вероисповеданию или расе. Поскольку и Канада, и Индия находились под властью Британской империи, бывшие военнослужащие Британской индийской армии мигрировали в Канаду, чтобы начать новую жизнь. Однако там их ждал расизм и дискриминация. Многие из них поселились в Западной Канаде, которая в то время была малонаселенной, и работали офицерами правоохранительных органов из-за своего военного прошлого. Они также работали на вырубке леса лесорубами или владели лесопилками. Расовые отношения с белыми канадцами были натянутыми. Социально-экономические системы, которые давали преимущество белым людям, гарантировали, что расовая принадлежность и минимальный прямой контакт (например, этнический контроль над входом) оставались неизменными, устанавливая различные барьеры. Эта динамика в том или ином виде сохраняется в XXI веке внутри страны, а внешнее межконтинентальное сотрудничество также чревато аналогичной динамикой отношений.

### XX век
В 1940-х и 1960-х годах канадско-индийские отношения улучшились благодаря личным связям, которые сложились между премьер-министром Индии Джавахарлалом Неру и двумя премьер-министрами Канады, работавшими в те годы: Луи Сен-Лораном и Лестером Пирсоном. В Организации Объединённых Наций и Содружестве наций по таким вопросам, как перемирие в Корейской войне и Суэцкий кризис, между Индией и Канадой наблюдалось совпадение интересов. Программа помощи Канады для Индии началась в 1951 году и существенно расширилась в соответствии с Планом Коломбо. Канада предоставила Индии продовольственную помощь, финансирование проектов развития и техническую помощь. За последние пять десятилетий Индия была одним из крупнейших получателей канадской двусторонней помощи на сумму более 3,8 миллиардов канадских долларов. В 1960-х годах Канада поддержала проект строительства гидроэлектростанции Кунда в рамках Плана Коломбо.
В мае 1974 года индийско-канадские отношения ухудшились после проведённого Индией ядерного испытания «Улыбающийся Будда». В 1976 году канадское правительство разорвало двустороннее ядерное сотрудничество с Индией и Пакистаном после заявлений о том, что расщепляющийся материал, использованный для создания первого ядерного оружия Индии, был синтезирован с помощью поставленного Канадой ядерного исследовательского реактора CIRUS. После этого Канада решила участвовать в ядерном сотрудничестве только со странами, которые подписали Договор о нераспространении ядерного оружия (ДНЯО) и Договор о всеобъемлющем запрещении ядерных испытаний (ДВЗЯИ) и которые ввели полномасштабные гарантии в отношении своей ядерной программы под контролем Международного агентства по атомной энергии (МАГАТЭ). Индия и Пакистан — две страны, которые последовательно отказывались подписывать ДНЯО и голосовали против резолюций Генеральной Ассамблеи ООН, которые, по утверждениям, нарушают суверенное право их стран выбирать, подписывать такие договоры или нет. В начале февраля 1997 года министр иностранных дел Индии Индер Кумар Гуджрал вновь заявил, что «Индия выступает за любой шаг, направленный на уничтожение ядерного оружия, но считает, что договор в его нынешнем виде не является всеобъемлющим и запрещает только определенные виды испытаний». В то время Канада упорно отказывалась участвовать в ядерном сотрудничестве с Индией и Пакистаном до тех пор, пока они не подпишут договор, что на время прекратило ядерное сотрудничество с Индией и серьёзно испортило отношения между двумя странами. Однако в 2010 году подписание Соглашения о ядерном сотрудничестве (СЯС) между двумя странами положило начало новой эре взаимодействия. В 2015 году было подписано последующее соглашение на поставку 3000 тонн уранового элемента в Индию по пятилетнему контракту.
19 июня 1973 года Индира Ганди стала вторым премьер-министром Индии, принявшим участие в совместном заседании парламента Канады, а первым стал Джавахарлал Неру 24 октября 1949 года.
В 1985 году взрыв Boeing 747 под Корком сикхскими сепаратистами привёл к тому, что Канада и Индия начали поддерживать двусторонний диалог по борьбе с терроризмом, включая ежегодное заседание канадско-индийского стратегического диалога, а также регулярные заседания канадско-индийской рабочей группы по борьбе с терроризмом.
В 1990-х годах появился шанс улучшить индийско-канадские отношения, когда Индия провела серьёзные реформы экономики. Индия прошла через масштабную экономическую либерализацию, что привлекло внимание канадского правительства и бизнес-сообщества. В январе 1996 года премьер-министр Канады Жан Кретьен посетил Индию с дипломатической миссией в составе двух членов кабинета министров и 300 представителей бизнеса. В сентябре 1996 года министр иностранных дел Индии Индер Кумар Гуджрал совершил официальный визит в Канаду. Министр иностранных дел Канады Ллойд Эксуорси осуществил визит в Индию в январе 1997 года, во время которого открыл офис Верховной комиссии Канады в Чандигархе, столице Пенджаба и Харьяны. В 1997 году также была создана канадско-индийская рабочая группа по борьбе с терроризмом, которая ежегодно объединяет несколько департаментов и агентств правительств обеих стран. Бывший генерал-губернатор Канады Ромео Леблан совершил государственный визит в Индию в марте 1998 года. Премьер-министр Стивен Харпер совершил официальный визит в Индию в ноябре 2009 года. С 2007 года Canada India Foundation активно занимается укреплением двусторонних отношений между Канадой и Индией. В июне 2010 года премьер-министр Индии Манмохан Сингх посетил Канаду на саммите G-20 в Торонто.

### XXI век
В феврале 2018 года премьер-министр Канады Джастин Трюдо провёл неделю в Индии с государственным визитом. Большинство комментаторов назвали визит провалом или катастрофой из-за толерантности Канады к сикхским сепаратистам, действующим в Канаде.
В декабре 2020 года Джастин Трюдо выразил обеспокоенность по поводу реакции правительства Индии на протесты фермеров. Он заявил, что «Канада всегда будет рядом, чтобы защитить права мирных протестующих», и выразил поддержку «процессу диалога». В ответ министерство иностранных дел Индии заявило, что комментарии премьер-министра Канады Джастина Трюдо являются «неприемлемым вмешательством во внутренние дела страны».

### Дипломатический кризис 2023 года
В сентябре 2023 года во время саммита G-20 в Нью-Дели представители Канады и Индии встретились в кулуарах и премьер-министр Нарендра Моди выразил обеспокоенность премьер-министру Джастину Трюдо по поводу деятельности «Халистанского движения» в Канаде, в то время как Джастин Трюдо выдвинул обвинения в причастности индийского правительства к убийству Хардипа Сингха Ниджара. Переговоры между двумя лидерами были напряжёнными, что повлияло на текущие торговые отношения.
Позже в том же месяце Джастин Трюдо выступил в Палате общин Канады по поводу «достоверных утверждений о потенциальной связи» причастности индийского правительства к убийству Хардипа Сингха Ниджара, не предоставив при этом никаких доказательств. Впоследствии дипломатические отношения между двумя странами ещё больше ухудшились, и каждая сторона объявила о высылке высокопоставленных дипломатов. Индия отвергла обвинения Канады как «абсурдные» и политически мотивированные. 20 сентября 2023 года Индия предупредила своих граждан в Канаде, что им следует «проявлять крайнюю осторожность» из-за «растущей антииндийской риторики». Министр иммиграции, беженцев и гражданства Канады Марк Миллер опроверг данное заявление о небезопасности страны для граждан Индии. 21 сентября 2023 года Индия приостановила подачу заявлений на получение виз канадцами до дальнейшего уведомления. По состоянию на сентябрь 2023 года Канада не предоставила никаких доказательств причастности правительства Индии к смерти Хардипа Ниджара. Через два дня после того, как канадское правительство под руководством Джастина Трюдо обвинило индийские спецслужбы в убийстве Хардипа Сингха Ниджара, премьер Британской Колумбии Дэвид Эби 22 сентября 2023 года сообщил СМИ, что «разведывательный брифинг», полученный им от директора Канадской службы разведки и безопасности (CSIS) основывался на интернет-материалах из открытых источников, а также утверждал, что он сильно подозревает, что федеральное правительство скрывает информацию.
Правительство Индии 24 сентября 2023 года поручило своим следственным органам идентифицировать всех халистанцев Канады (а также в США, Великобритании и Австралии) и аннулировать их заграничные паспорта, чтобы не допустить их въезда в Индию, а также конфисковать их активы в стране.
В октябре 2023 года правительство Индии заявило о планах выслать из государства 40 канадских дипломатов до 10 октября 2023 года. Оставшиеся в Индии представители Канады могут лишиться дипломатического иммунитета. 20 октября 2023 года правительство Канады приняло решение отозвать 41 дипломата из-за решения Индии лишить их дипломатического иммунитета.

## Торговые отношения
С 2004 года, несмотря на рецессию конца 2000-х годов, объём товарооборота между странами увеличился более чем на 70 %. В 2009 году экспорт Канады в Индию составил сумму 2,1 миллиарда канадских долларов, тогда как в том же году импорт Канады из Индии составил сумму 2,0 миллиарда канадских долларов, что дало Канаде положительное сальдо торгового баланса в 100 миллионов канадских долларов. 2012 год стал годом Индии в Канаде в целях развития деловых, культурных и политических отношений с этой страной.
В 2014 году на Индию приходилось менее 1 % общего экспорта и общего импорта Канады, при этом объём товарооборота составил сумму 5,77 миллиардов канадских долларов (по сравнению с китайско-канадским товарооборотом на сумму более 56 миллиардов канадских долларов). Тем не менее, общий объём товарооборота между двумя странами стабильно растёт в течение последних 5 лет.
В 2015 году страны проводили переговоры по подписанию Соглашения о всеобъемлющем экономическом партнерстве для улучшения торговых отношений. По состоянию на март 2015 года они провели девятый раунд переговоров в Нью-Дели.
В 2015 году товарооборот между странами выглядел следующим образом:
|    | Импорт Канады из Индии                |                            | Экспорт Канады в Индию                      |                             |
| -- | ------------------------------------- | -------------------------- | ------------------------------------------- | --------------------------- |
|    | Классификация товаров                 | % от общего объёма импорта | Классификация товаров                       | % от общего объёма экспорта |
| 1  | Котлы, механическое оборудование      | 8,43                       | Съедобные овощи, корнеплоды и клубнеплоды   | 36,06                       |
| 2  | Минеральное топливо, масла            | 6,91                       | Жемчуг, драгоценные камни или металлы       | 12,33                       |
| 3  | Жемчуг, драгоценные камни или металлы | 6,75                       | Удобрения                                   | 8,59                        |
| 4  | Органические химикаты                 | 6,41                       | Руда, шлак и зола                           | 8,33                        |
| 5  | Тканые изделия для одежды и одежды    | 5,66                       | Бумага и картон                             | 6,22                        |
| 6  | Фармацевтические продукты             | 5,47                       | Минеральное топливо, масла                  | 4,28                        |
| 7  | Изделия из железа или стали           | 5.06                       | Котлы, механическое оборудование            | 4,28                        |
| 8  | Прочие текстильные изделия            | 4,45                       | Самолеты и космические корабли              | 4,28                        |
| 9  | Одежда, связанная спицами или крючком | 4,16                       | Древесная масса: обрезки бумаги или картона | 4,17                        |
| 10 | Электрические машины и оборудование   | 3,64                       | Электрические машины и оборудование         | 1,68                        |
|    | % от общего импорта из Индии          | 56,94                      | % от общего экспорта в Индию                | 90,23                       |
|    | Доля поставок Индии в импорте Канады  | 0,74                       | Доля поставок Канады в импорте Индии        | 0,88                        |

## Дипломатические представительства
- Индия имеет высокую комиссию в Оттаве и генеральные консульства в Торонто и Ванкувере[41];
- Канада содержит высокую комиссию в Нью-Дели и генеральные консульства в Бангалоре, Чандигархе и Мумбаи[42].

- Высокая комиссия Канады в Нью-Дели
- Высокая комиссия Индии в Оттаве

## Воздушное сообщение
Air Canada выполняет беспосадочные рейсы из Торонто, Монреаля и Ванкувера в Дели и из Торонто в Мумбаи. В сентябре 2019 года Air India возобновила прямые рейсы из Дели в Торонто, а в октябре 2020 года начала регулярные рейсы из Дели в Ванкувер. Индийский авиаперевозчик Vistara выразил заинтересованность в беспосадочных перелетах из Дели в Торонто в качестве своего первого пункта назначения в Северной Америке, а канадский авиаперевозчик WestJet отметил Индию в рамках своих планов расширения с использованием Boeing 787 Dreamliner. В мае 2022 года министр гражданской авиации Индии Джйотирадитья Шинде встретился с министром транспорта Канады Омаром Альхаброй, чтобы обсудить политику открытого неба между двумя странами. Это позволит неограниченное количество рейсов между Канадой и Индией.